# ريناته دور
ريناته دور (بالألمانية: Renate Dürr)‏ هي مؤرخة ألمانية، ولدت في 29 مارس 1961 في بولونيا في إيطاليا.